# Sommering Install
Sommering Install este o companie specializată în domeniul instalațiilor din România.
A fost înființată în 1995 și asigură servicii integrate de proiectare, execuție și service/mentenanță în domeniul instalațiilor.
Compania deține o bază de producție în Tunari, județul Ilfov, desfășurată pe o suprafață de 1.600 de metri pătrați, cu o capacitate de producție de 500.000 de metri pătrați de tubulatură rectangulară pe an.
Număr de angajați în 2008: 400 
Cifra de afaceri:
- 2009: 16 milioane euro[1]
- 2008: 25 milioane euro[1]
- 2007: 13 milioane euro[4]